# Hättorps bruk

Hättorps bruk är ett före detta järnbruk som ligger i Hättorp, söder om Tjällmo i Motala kommun (Tjällmo socken) i Östergötland.

## Historia
Hättorps bruk var beläget i Tjällmo socken i Finspånga läns härad. Redan långt tillbaka har det vid Hättorp funnits en kniphammare, vilken ska ha varit belägen, där kvarnen ännu står. Kniphammaren flyttades 1695 och byggdes upp på platsen där den sedermera stångjärnshammaren anlades. Denna kniphammare kom senare att avvecklas. Stångjärnshammaren anlades av Carl Carlsson Tisell. Han fick den 10 februari 1743 privilegium att smida 300 skeppund per år. På 1750-talet bestod bruket av en hammare och två härdar. Den 7 mars 1799 fick bruket ytterligare ett privilegium.

### 1800-talet
År 1810 fanns på bruket två stångjärnshammare med fyra härdar samt 1010 skeppund stångjärnssmide, varav en del frälsesmide. År 1828 fanns endast tre härdar. Två härdar avvecklades 1848. År 1859 fanns på bruket en härd och en hammare med 613,5 skeppund (privilegierat smide). Under 1870-talet bestod bruket av två Franche-Comté-härdar med två räckhammare och en smälthammare. År 1874 byggdes en manufakturhammare och en spikhammare.

## Brukspatroner
- Karl Karlsson Tisell[1]
- Nils Fredrik Tisell[1]